# John Paul Jones
John Paul Jones, nome artístico de John Baldwin (Sidcup, 3 de janeiro de 1946), é um multi-instrumentista, baixista e tecladista britânico. Jones ganhou notoriedade por ser o baixista, tecladista e um dos membros do Led Zeppelin até o desmembramento da banda após a morte de John Bonham, em 1980. Desde então, Jones vem desenvolvendo uma carreira solo. Também toca guitarra, bandolim, koto, gaita e ukulele.
De acordo com o Allmusic, Jones "deixou sua marca na história da música rock & roll como um músico inovador, arranjador e diretor". Muitos baixistas notáveis do rock foram influenciados por John Paul Jones, incluindo Steve Harris, John Deacon, Geddy Lee, Flea, Gene Simmons, e Krist Novoselic. Jones é atualmente parte da banda Them Crooked Vultures com Josh Homme e Dave Grohl, onde ele interpreta o baixo, piano e outros instrumentos.

## Biografia
John Baldwin nasceu em Sidcup, Kent, em 3 de janeiro de 1946. John aprendeu a tocar teclados com o seu pai, Joe Baldwin, que foi pianista em grandes orquestras nas décadas de 40 e 50, principalmente com a Ambrose Orchestra. Sua mãe também pertencia ao mundo da música, o que permitia que a família muitas vezes fizesse digressões pela Inglaterra como um ato de comédia vaudeville. A suas influências abrangiam um grande leque de estilos, desde os blues de Big Bill Broonzy, ao jazz de Charles Mingus e ao piano clássico de Rachmaninov.  Aos 14 anos era organista e condutor do coro da igreja local e foi nessa altura que comprou as suas primeiras guitarras baixo.
O nome artístico John Paul Jones foi sugerido pelo seu amigo, Andrew Loog Oldham, depois de ter visto um cartaz de cinema com esse nome na França.

## Início de carreira
A primeira banda em que Jones tocou, aos quinze anos, chamava-se “The Deltas”.  Tocou baixo para um grupo de jazz-rock de Londres chamado “Jet Blacks”.  A sua grande oportunidade surgiu em 1962, quando conheceu Jet Harris e Tony Meehan (recém-saídos dos Shadows) tendo tocado baixo para a sua banda durante dois anos. Entre 1964 e 1968, John foi muito procurado para tocar baixo, teclados e violino, para artistas como os Rolling Stones, Herman's Hermits, Donovan, Jeff Beck, Cat Stevens, Rod Stewart, Shirley Bassey, Lulu, e muitos outros.
Durante as sessões de gravação de "Hurdy gurdy man" de Donovan, John conheceu Jimmy Page, tendo voltado a se encontrar no álbum "Little games" dos The Yardbirds onde John fez os arranjos orquestrais e tocou violoncelo na faixa de abertura. Quando Chris Dreja decidiu sair da equipe Yardbirds para seguir a profissão de fotógrafo, John foi a primeira opção de Page para formar os The New Yardbirds que pouco depois mudaram o nome para Led Zeppelin.
Eu estava trabalhando nas sessões para a canção de Donovan, Hurdy Gurdy Man e John Paul Jones estava cuidando dos arranjos musicais. Durante um intervalo, ele me perguntou se eu poderia usar um baixista no novo grupo que estava se formando. Ele tinha uma formação musical adequada, e tinha ideias bastante brilhantes. Eu agarrei a chance de tê-lo.
Para além da sua importância como baixista, as suas aptidões como tecladista acrescentaram uma dimensão eclética à música dos Zeppelin, retirando–lhe o rótulo de ser apenas mais uma banda de hard rock. No palco, a música preferida de John era “No quarter”, que muitas vezes chegava a demorar mais de meia-hora e incluía trechos de “Amazing Grace” e variações de peças clássicas de compositores como Rachmaninov.
O seu envolvimento com os Led Zeppelin não o afastou das sessões de estúdio, tendo participado em gravações de “Family Dogg”, Peter Green, “Madeline Bell”, Roy Harper e “Wings”.
Desde 1980, as suas colaborações incluem os “REM”, “Heart”, “Ben E, King”, “Mission”, “La Fura Dels Baus”, Brian Eno e “The Butthole Surfers”.  Apareceu em vídeos e gravações de Paul McCartney.
O seu primeiro álbum a solo “Zooma” foi editado em 1999, seguindo de “Thunderthieh” em 2001, onde pela primeira vez Jones mostra os seus dotes vocais
No ano de 2005, Jones gravou uma linha de baixo no CD duplo dos Foo Fighters "In your Honor".

O símbolo de Jones do álbum Led Zeppelin IV

Em 2009, é formado um novo "Power Trio", com John Paul Jones (Led Zeppelin) no baixo e teclados, Dave Grohl (Nirvana e Foo Fighters) na bateria e Josh Homme (Queens of the Stone Age) nas guitarras e vocais. Esse novo trio denomina-se "Them Crooked Vultures", e as primeiras impressões musicais já demonstram uma forte ligação com o estilo "Led Zeppelin" de se fazer música.

## Discografia
John Paul Jones gravou o seu primeiro single a solo em Abril de 1964, "A Foggy Day in Vietnam". O lado B era "Baja".

### Com o Led Zeppellin
- 1969 - Led Zeppelin
- 1969 - Led Zeppelin II
- 1970 - Led Zeppelin III
- 1971 - Led Zeppelin IV
- 1973 - Houses of the Holy
- 1975 - Physical Graffiti
- 1976 - Presence
- 1976 - The Song Remains the Same
- 1979 - In Through the Out Door
- 1982 - Coda

### Fora do Led Zeppelin
- Scream for Help (1985) (banda sonora)
- The Sporting Life (1994), com Diamanda Galás
- Zooma (1999)
- Thunderthief (2001)
- Foo Fighters (Live at Wembley Stadium) (2008)
- Them Crooked Vultures (2009)

## Filmografia
- The Song Remains the Same (1976)
- Give My Regards to Broad Street (1984)
- Back to the Beach (1987)
- The Secret Adventures of Tom Thumb (1993)
- Risk (1994)
- Led Zeppelin DVD (2003)
- Celebration Day (2012)